# Gare de Lantenay
Gare de Lantenay – przystanek kolejowy w Lantenay, w departamencie Côte-d’Or, w regionie Burgundia-Franche-Comté, we Francji.
Jest przystankiem kolejowym Société nationale des chemins de fer français (SNCF), obsługiwanym przez pociągi TER Bourgogne.